# Pobjeda (napilap)
Pobjeda (szerbül Пoбjeдa, jelentése: győzelem) egy montenegrói napilap neve. 1944-ben került ki az első száma, és ezzel a Pobjeda Montenegró legrégebbi, ma is kiadásban lévő hírlapja. 1997-ig ez volt az egyetlen naponta megjelenő újság, ám 1997-ben a konkurencia megjelenésével (Vijesti, Dan) megszűnt a monopolhelyzete és eladásai csökkentek.